# José Oltra Mera
José Rafael Pablo Oltra Mera (Huesca, 1916 – 1981) fue un fotógrafo, montañero y cineasta español. 

## Biografía
José Oltra empieza a trabajar en el estudio de su padre, Fidel Oltra, en 1931. Se especializó en fotografía deportiva, familiar y paisajes, dejándonos espléndidos panoramas del Pirineo aragonés. Entre 1940 y 1942, por encargo oficial, fotografía junto con su padre, todos los puentes destruidos en la provincia de Huesca durante la Guerra Civil. Estas fotografías sobre la guerra son documentos imprescindibles para Aragón.
En 1955 comenzó su etapa como cineasta, rodando cintas familiares y documentales de montaña. De entre sus films cabe destacar Huesca en fiestas, Bodas de Plata de Peña Guara, V.V. Osca, Huesca es así, Semana Santa en Huesca, o ¡Fiesta!, rodadas junto a Alberto Boned.
También rodó El bote, su única película de ficción, la cual se desconoce dónde se encuentra en la actualidad.

## Archivo fotográfico
El archivo fotográfico de José Oltra Mera se conserva en la Fototeca de la Diputación Provincial de Huesca desde 2005, año en que fue depositado por los herederos del fotógrafo. El archivo se compone de 2000 fotografías realizadas entre 1930 y 1960, catalogadas en gran parte por su hijo.

## Acceso
El acceso a las fotografías es libre aunque, en algunos casos, puede haber restricciones por motivos de conservación (Ley 16/1985, de 25 de junio, del Patrimonio Histórico Español, artículo 62) y también por razones de protección de datos (Ley Orgánica 15/1999 de Protección de Datos de Carácter personal). 
Pueden visualizarse en la Fototeca de Huesca y también a través del buscador DARA, Documentos y Archivos de Aragón pero para su reproducción para publicación es necesaria solicitud a la Fototeca.